# Chicoutimi—Saguenay (ancienne circonscription fédérale)
Pour l’article homonyme, voir Chicoutimi-Saguenay.
Chicoutimi—Saguenay est une ancienne circonscription électorale fédérale de la région du Saguenay—Lac-Saint-Jean et de la Côte-Nord au Québec. Elle est représentée de 1867 à 1925.

## Historique
C'est l'Acte de l'Amérique du Nord britannique de 1867 qui créa ce qui fut appelé le district électoral de Chicoutimi—Saguenay. La circonscription fut fusionnée à Chicoutimi et Lac-St-Jean.

## Géographie
En 1867, la circonscription de Chicoutimi—Saguenay comprenait:
- Le comté de Chicoutimi, soit Saint-Jean, La Trinité, Harvey, Simard, Tremblay, Bagotville, Grande Baie, Chicoutimi, Laterrière, Simon, Jonquière, Kénogami, Labarre, Métabetchouan, Signay, Mésy, Caron, Charlevoix, Bourget, Taché, Roberval, Ouiatchouan et Delisle

- Le comté de Saguenay, soit Saguenay, Tadoussac, Petit-Saguenay, Sainte-Marguerite, Bergeronnes, Escoumins, Iberville, Laval, Latour, Betsiamites, Mingan, l'île d'Anticosti, Manicouagan, Godbout, Saint-Pancrace, Pointe-des-Monts et Sept-Îles

## Députés
1. 1867-1872 : Pierre-Alexis Tremblay, Libéral
2. 1872-1874 — William Evan Price, Libéral
3. 1874-1882 — Ernest Cimon, Conservateur
4. 1882-1887 — Jean-Alfred Gagné, Conservateur
5. 1887-1891 — Paul Couture, Indépendant
6. 1891-1892 — Paul Vilmond Savard, Libéral
7. 1892¹-1896 — Louis de Gonzague Belley, Conservateur
8. 1896-1900 — Paul Vilmond Savard, Libéral (2)
9. 1900-1917 — Joseph Girard, Conservateur
10. 1917-1925 — Edmond Savard, Libéral

¹ = Élection partielle